# Via vindicia
Via vindicia är en fjärilsart som beskrevs av Dyar 1914. Via vindicia ingår i släktet Via och familjen nattflyn. Inga underarter finns listade i Catalogue of Life.